# Cap de cavall blanc
Cap de cavall blanc és un quadre a l'oli sobre tela del pintor francès Théodore Géricault, datat de 1815, i conservat al museu del Louvre. Aquest retrat mostra un cap de cavall clar amb una mirada profunda, que sorgeix d'un fons fosc.

## Realització
Géricault realitzà aquest quadre abans el seu viatge a Itàlia. Hi marcà el marc d'un número a la tinta. El quadre es va realitzar poc temps abans la seva mort. Ell el considerà com un autoretrat. El quadre compta amb la particularitat d'haver estat realitzat « sense la presència amb un cavall viu », a partir d'un gravat poc conegut de Carle Vernet.

## Descripció
És un quadre figuratiu, representant el cap d'un cavall blanc tractat com un retrat. Anatole France anota que el tractament del conjunt dona al quadre una dimensió fantàstica, el cap del cavall, pàl·lid amb ombres marcades i una aparent cresta al nas, sembla sorgir del fons enfosquit.

## Recorregut del quadre
El quadre es va donar al museu del Louvre l'any 1889.

## Recepció
Aquesta és una de les pintures més famoses de Géricault. El fill del pintor George-Hippolyte Géricault, li agradava especialment, trobant-hi la imatge del seu pare, que mai va arribar a conèixer. Andrée Chedid assenyala que «L'ànima de Gericault es troba en l'ull dret d'aquest cavall i la seva mirada llunyana; aquesta mirada es troba fixada en un altre lloc, en l'absència, en la mort propera». Jean Rochefort testifica igualment la seva admiració per aquesta obra.
L'any 2016, Olivier Supiot realitzà un novel·la gràfica amb aquesta pintura, que va cobrar vida a les galeries del museu del Louvre : El cavall que no volia ser una obra d'art.